# جلال‌الدین مجتبوی
سید جلال‌الدین مجتبوی (۱۳۰۷ در تهران - ۸ مرداد ۱۳۷۸ در تهران) استاد فلسفه دانشگاه تهران بود.

## زندگی
سید جلال‌الدین مجتبوی به سال ۱۳۰۷ در تهران متولد شد. پس از طی تحصیلات ابتدایی و متوسطه در ۱۳۳۰ در رشتهٔ فلسفه و علوم تربیتی دانشگاه تهران پذیرفته شد. سپس در ۱۳۳۷ دورهٔ فوق‌لیسانس و دکتری را که آن زمان پیوسته بود آغاز نمود و در ۱۳۴۶ با دفاع از پایان‌نامه خویش با عنوان «خدا در فلسفهٔ ارسطو و ابن سینا» موفق به اخذ درجهٔ دکتری فلسفه از دانشگاه تهران گردید. او در طول مدت تحصیل در دانشگاه تهران، از درس اساتیدی همچون محمدحسین فاضل تونی، محمدکاظم عصار، عیسی صدیق و یحیی مهدوی استفاده کرد و پس از مدتی به عنوان استاد در دانشگاه تهران شروع به تدریس نمود. وی هم‌زمان با تدریس به مدت ۹ سال ریاست دانشکدهٔ ادبیات و علوم انسانی را عهده‌دار بود در این مدت کنگره‌های اقبال لاهوری، بزرگ‌داشت فردوسی و کنگرهٔ جغرافیا برگزار گردید. او در ۱۳۶۸ به دریافت درجهٔ استادی ممتاز نائل گشت و تا پایان عمر به تدریس و تربیت دانشجویان اشتغال داشت. او در هشتم مرداد ۱۳۷۸ بر اثر بیماری درگذشت و در بهشت زهرا به خاک سپرده شد.

## مقالات
- ترجمهٔ مقالهٔ جوهریت نفس در نظر ابن سینا، تألیف لن گودمن (در کتاب مجموعه مقالات و سخنرانی‌های هزارهٔ ابن سینا، اسفند ۱۳۵۹).
- اخلاق در فرهنگ اسلامی (نشریهٔ فلسفه، ش ۲، ۱۳۵۵).
- بررسی رسالهٔ فیدون، همان، ش ۳، ۱۳۵۶.
- جهان برین و جهان فرودین در فلسفهٔ افلوطین، همان، ش ۴، ۱۳۵۶.
- سهم مفاهیم کلی (کلیات) در شناسایی، همان، ش ۵، ۱۳۶۰.
- ترجمه پنج فصل از تاریخ فلسفۀ اسلامی (زیر نظر حسین نصر)، در دست انتشار

## ترجمهٔ قرآن
یکی از آثار مجتبوی ترجمه و توضیح قرآن است که توسط حسین استادولی ویرایش و در سال ۱۳۷۲ چاپ شده‌است. این ترجمه از دقیق‌ترین و صحیح‌ترین ترجمه‌های معاصر است. مترجم تأکید بسیاری بر رعایت دقت و همگامی ترجمه با متن داشته‌است. روش مترجم مطابقت دقیق ترجمه با متن آیات بوده که اضافات و توضیحات تفسیری را برای درک و فهم معانی آیات همراه ترجمه آورده‌است. مترجم در مؤخره اعلام می‌کند که در این برگردان تا آن‌جا که میسر بوده از کلمات فارسی استفاده کرده، ولی اعتقادی به نوشتن فارسی سره نداشته‌است. یکی از خصوصیات ممتاز این ترجمه آن است که مترجم سعی کرده از کلمات عربی کمتر استفاده کند و برای آن‌ها معادل‌های فارسی در نظر بگیرد و دیگر این‌که در برگرداندن واژه‌های قرآنی و ترکیب آیات دقت زیادی به کار گرفته‌است.